# Atrofia da mancata stimolazione endocrina
Questo tipo di atrofie riguardano organi sottoposti al controllo di secrezioni interne. 
Ad esempio, in caso di diminuzione della sintesi degli ormoni ipofisari corticotropo (ACTH) e tireotropo (TSH) si può avere rispettivamente un'atrofia corticosurrenale e tiroidea. Tuttavia, anche un'eccessiva somministrazione di ormoni o sostanze ormono-simili può provocare l'atrofia di ghiandole normalmente adibite alla produzione di tali sostanze. Ad esempio, per iperdosaggio di ormoni tiroidei si possono avere atrofie della tiroide. Molto frequentemente nella menopausa, si ha atrofia tiroidea causata da mancata stimolazione endocrina (mancanza di TSH), ma anche da iperdosaggio di ormoni tiroidei.